# Маркопулон (Месойеас)
Марко́пулон (греч. Μαρκόπουλον ή Μαρκόπουλο) — малый город в Греции. Расположен на высоте 49 метров над уровнем моря, в 6 километрах к западу от Лимин-Маркопулу на побережье залива Петалия Эгейского моря, в 6 километрах к югу от Афинского международного аэропорта «Элефтериос Венизелос» и в 21 километре к юго-востоку от Афин. Административный центр одноимённой общины (дима) в периферийной единице Восточная Аттика в периферии Аттика. Население 9513 жителей по переписи 2011 года.
По западной окраине города проходит национальная дорога 89 Глика-Нера — Лаврион — Сунион.

## Сообщество Маркопулон-Месойеас
В 1912 году (ΦΕΚ 262Α) было создано сообщество Маркопулон, в 1915 году (ΦΕΚ 250Α) переименовано в Маркопулон-Месойеас, в 1964 году (ΦΕΚ 185Α) создана община. В общинное сообщество Маркопулон-Месойеас входят семь населённых пунктов. Население 12 333 жителя по переписи 2011 года. Площадь 81,844 квадратного километра.
| Населённый пункт | Население (2011), человек |
| ---------------- | ------------------------- |
| Айия-Триада      | 218                       |
| Враврона         | 195                       |
| Кулидас          | 243                       |
| Лимин-Маркопулу  | 9686                      |
| Маркопулон       | 9513                      |
| Порья            | 0                         |
| Хамолья          | 185                       |

## Население
| Год  | Население, человек |
| ---- | ------------------ |
| 1991 | 6766               |
| 2001 | 7813               |
| 2011 | ↗ 9513             |